# Алексейцево (Тверская область)
Алексейцево — опустевшая деревня в Весьегонском муниципальном округе Тверской области.

## География
Деревня находится в северо-восточной части Тверской области на расстоянии приблизительно 27 км на юг по прямой от районного центра города Весьегонск.

## История
Возрождена карелами-переселенцами в 1630—1650-е годы. Имела статус дворцовой деревни, с 1797 года удельной. Дворов (хозяйств) было 11 (1859 год), 18 (1889), 19 (1931), 17 (1963), 10 (1993), 5 (2008),. До 2019 года входила в состав Чамеровского сельского поселения до упразднения последнего. Ныне опустела.

## Население
Численность населения: 71 человек (1859 год), 90 (1889), 79 (1931), 45 (1963), 17 (1993),, 13 (77 % русские, 23 % карелы) в 2002 году, 0 в 2010.